# Leonardo Spinazzola
Leonardo Spinazzola (n. 25 martie 1993, Foligno, Umbria, Italia) este un fotbalist italian, care joacă pe post de mijlocaș la Napoli în Serie A. Pe plan internațional, are prezențe la națională pentru Italia U19⁠(d), Italia U20⁠(d) și Italia.